# Детелина са четири листа
Детелина са четири листа је резултат генетске мутације која се јавља код листа неких врста детелина, а чија природа још није тачно утврђена. Ова појава је доста ретка и јавља се код једне од 10.000 јединки. Зато постоји широко распрострањено веровање да пронаћи детелину са четири листа доноси срећу.

## Научно објашњење
Упутства за развој и правилно функционисање свих живих организама, па и детелине, садржана су у дезоксирибонуклеинској киселини (ДНК). Међутим, геном детелине је изненађујуће компликован и проналажење гена који су, и под којим условима, одговорни за мутацију листа још увек је за научнике нерешена биолошка загонетка. У свету постоји преко 300 различитих врста детелине, али је појава четврте лиске најчешће јавља код широко распрострањене беле детелине (Trifolium repens). Оваква мутација листа је прилично ретка и дешава се код једног од око 10.000 јединки. Ређе се јављају листови са пет, још ређе са шест лиски и тако даље. Према Гинисовој књизи рекорда, рекорд у броју лисли на једном листу детелине је 56, а ову детелину пронашао је Шигео Обара из града Ханамаки у префектури Ивате, у Јапану.
За род детелина (Trifolium spp) иначе, једна од основних карактеристика је сложен лист, састављен од три лиске, по чему је род и добио име (лат. tres - три и folium - лист).

## Сличне врсте
Постоји неколико врста чији листови личе на детелину са четири листа, али је код ових врста сложени лист, састављен од четири лиске уобичајена појава. Такве су, на пример, европска водена детелина (Marsilea quadrifolia) или четворолисна киселица (Oxalis tetraphylla)

## Традиција и порекло веровања
У традицији многих народа постоји веровање да детелина са четири листа доноси срећу. Код Ираца се знаком добре среће сматра свака детелина, па су је у прошлости млади парови често размењивали приликом веридбе. Још у келтској митологији била је света биљка и симбол поновног буђења пролећа, а верује се да ју је и свети Патрик користио како би народу објаснио смисао хришћанства, тако да је детелина са три листа у Ирској постала симбол Светог Тројства. И данас многи Ирци носе амајлије у облику детелине.
За особу која добро пролази у животу често се каже да „живи као у детелини”. Ова изрека вероватно потиче од чињенице да стока најбоље напредује када се храни детелином.

### Веровања
Сходно веровању да детелина уопште доноси срећу може се претпоставити да би проналажење листа детелине са четири лиске морало донети изузетну срећу, а најсрећнија је она која се нађе случајно. Неки људи верују да четворолисну детелину, када се пронађе, треба ставити у ципелу, док је најпопуларније место за чување пресованог листића породична Библија. Бројне су легенде и веровања везана за детелину са четири листа. 
- Једна стара легенда каже да је Ева, када је са Адамом протерана из Раја, како би је подсећала на срећу у којој су у Рајском врту живели.
- Неки Хришћани воле детелину са четири листа јер је Исусов крст имао четири крака. Четири листа симболишу веру, љубав, наду и срећу.
- Постојао је и обичај да се детелина са четири листа баца по стази којом невеста пролази на дан венчања, како би се тог дана заштитила од злих духова.
- Такође постоји и веровање да ако неудата жена пронађе лист детелине са четири лиске, треба да га стави у ципелу и први неожењени мушкарац којег упозна постаће њен.[8]

### Једна немачка легенда
У Немачком народу постојало је веровање да детелина са четири листа може помоћи да се неко ослободи опсена чаробњака. Према једној легенди, коју Павле Софрић Нишевљанин наводи у својој књизи Главније биље у народном веровању и певању код нас Срба: „неки чаробњак је учинио, да се народу привидело, као да петао вуче неку тешку греду. Ну срећом баш туда прође једна девојка, која је случајно нашла детелину са четири листа. На то опсена одмах прође и народ виде, да то што петао вуче није тешка греда, већ сламка, која је петлу запела за ногу. Сад народ изгрди и избије опсенара и прогна га.” Слична прича постоји и код Лужичких Срба.

## Детелина са четири листа у народном веровању код Срба
Као и код других народа и код Срба постоји веровање да детелина са четири листа доноси срећу. Чудесну моћ имају и детелине са два или пет листова, али их није неопходно случајно наћи, већ се траже на разне начине и баш тако пронађене имају чудотворне моћи. Тако је у нашем народу постојало веровање:
- да се помоћу детелине са четири листа могу отворити свака врата,
- да ће помоћи да се пронађе новац, нарочито ако је пронађена пре Ђурђевдана,
- да ће онај ко нађе четворолисну детелину имати среће у лову,
- да ће онај ко је нађе на Ивандан моћи да разуме језик животиња и тд.[5]

### Једна враџбина
Детелина са четири листа употребљава се и у љубавним враџбинама. Једну од њих описује и Веселин Чајкановић у својој књизи Речник српских народних веровања о биљкама: „Два листа девојка намаже маслом, а друга два медом, па их баци на две стране пута куда ће проћи момак; и кад прође, она их опет састави и носи са собом, па ће момак бити њен. Ако таквом детелином додирне кришом момак девојку, заљубиће се она у њега, и обратно”.

### Легенде у српском народу
Према Нишевљанину, у Босни и Херцеговини је постојало веровање да се петолисна детелина може наћи на месту где је вила пљунула. Али како то вила чини једном у стотину година, онај ко нађе такву детелину је изузетно срећан. Постоји легенда и о томе како се може наћи детелина са два листа, помоћу које се може наћи закопано благо:
„Треба корњачу у њеном гњезду тврдо оградити. Онда ће она у чељустима да донесе дволисну детелину, којом ће да руши ограду. Ту детелину јој треба узети, и она после може да служи као и расковник за раскивање свију препона при дизању закопаног блага.”
На сличан начин, према другој легенди коју преноси Нишевљанин, може се наћи и четворолисна детелина, која ће помоћи код отварања свих брава:
„Треба оградити корњачино гнездо, да у њ не може да уђе. Онда корњача пође, да потражи детелину са четири листа. Човек пак треба да се скрије, и чим корњача нађеном детелином поруши ограду, одмах треба да јој узме, иначе би је прогутала. Сад такову детелину треба уметнути у засечен длан, да онде зарасте. И онда човек таком руком може без кључева сваку браву да отвори, јер чим се њоме дотакне браве, она се сама отвара.”